# Budabrug (Neder-Over-Heembeek)
De Budabrug (Frans: Pont de Buda) is een industriële hefbrug uit 1955 met een opmerkelijke metalen structuur over het Zeekanaal Brussel-Schelde in Neder-Over-Heembeek, een deelgemeente van Brussel. De brug, gebouwd voor de Chemin de Fer Industriel (CFI), herinnert aan de industriële en economische bloeitijd van de haven van Brussel.

## Geschiedenis
Om de linkeroever van het kanaal te bedienen bouwde spoorwegmaatschappij CFI in 1931 een basculebrug ter hoogte van de Cokeries de Marly voor de prijs van 8 miljoen frank.
Nadat deze brug in de nacht van 16 op 17 mei 1940 opgeblazen en grondig vernield werd door de Engelsen, verving de NMBS deze door een tijdelijke brug. Deze raakte in 1951 beschadigd, waardoor in 1955 de huidige Budabrug gebouwd werd voor een bedrag van 60 miljoen frank. Tijdens een grootse inhuldigingsceremonie, die samenviel met de viering van 400 jaar kanaal Brussel-Rupel werd de brug op 19 juni 1955 geopend door prins Albert, de latere koning Albert II. Aanvankelijk diende de brug enkel voor de treinen van C.F.I., pas later werd er ook autoverkeer op toegelaten.
Omdat de nieuwe brug tot een hoogte van 35 meter open kan, kunnen zeeschepen met een hogere bovenbouw tot in de voorhaven van Brussel varen. Maar de brug kan ook in een lagere stand gezet worden, waardoor nog altijd lagere rivierschepen er onder kunnen varen, wat veel tijd bespaart.
Gelijkaardige bruggen werden vrijwel tegelijkertijd gebouwd te Willebroek en te Kapelle-op-den-Bos, eveneens over het Zeekanaal Brussel-Schelde. De brug te Kapelle-op-den-Bos werd ondertussen afgebroken en vervangen.
Op 30 december 2022 raakte de Budabrug zwaar beschadigd toen de Nederlandse binnenvaarttanker Trivor 's nachts tegen de zuidzijde van de neergelaten brug voer. Verkeer over en onder de brug werd hierdoor voor onbepaalde tijd onmogelijk. Tegen 6 januari haalde de firma HYE het beweegbare brugdek weg, waardoor de Haven van Brussel weer bereikbaar werd voor scheepvaartverkeer uit het noorden. De brug zou in oktober 2023 terug open gesteld worden voor wegverkeer, maar die deadline werd in september 2023 uitgesteld naar eind april 2024. Op 8 juni 2024 werd de brug weer opengesteld voor het verkeer.

## Naam
De naam van de brug vindt zijn oorsprong in een nabijgelegen 17e-eeuwse hoeve en afspanning, genaamd Buda, verwijzend naar Boeda, het westelijke deel van Boedapest, Hongarije. De bevrijding van Boeda na de belegering van de door de Ottomanen 150 jaar gecontroleerde stad in de zomer van 1686, leidde in West-Europa tot feesten, wat sporen naliet met dat een aantal herbergen "In Buda" werden genoemd. Zo waren er ook afspanningen in Molenbeek, Asse, Wezembeek-Oppem en dus ook bij de locatie van de latere brug.

## Omgeving
Op deze plaats, tussen de Zenne en het kanaal, ligt sinds 2007 het grote waterzuiveringsstation van Brussel-Noord, dat twee derde van het vervuild water van Brussel voor zijn rekening neemt en geopend werd in maart 2007. Het waterzuiveringsstation kwam op de plaats van de oude kantoren, stelplaats en onderhoudsplaatsen van de CFI.
Aan de overkant van de brug opereerde de Cokeries de Marly tot 1993 een cokesfabriek.

## Afbeeldingen

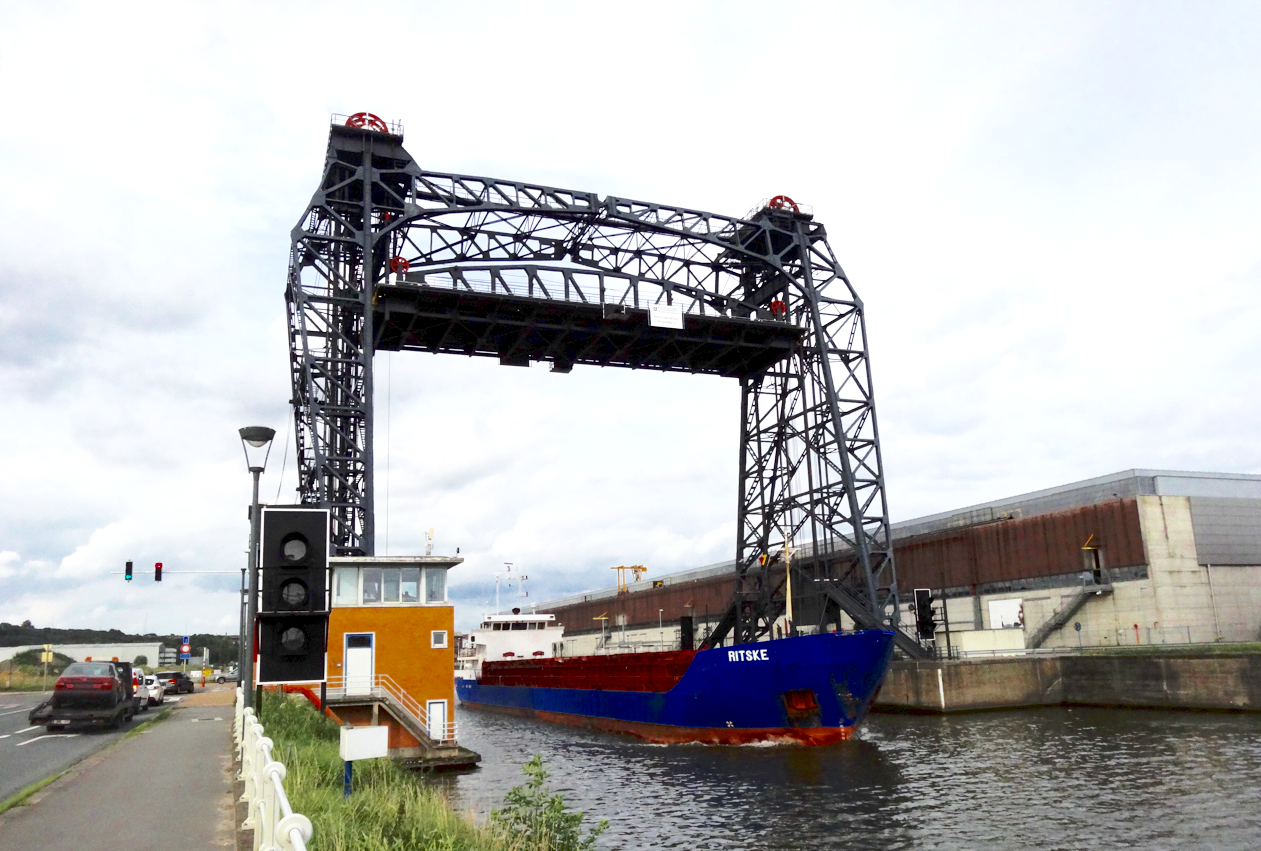
Budabrug geopend voor een zeeschip, 2014.

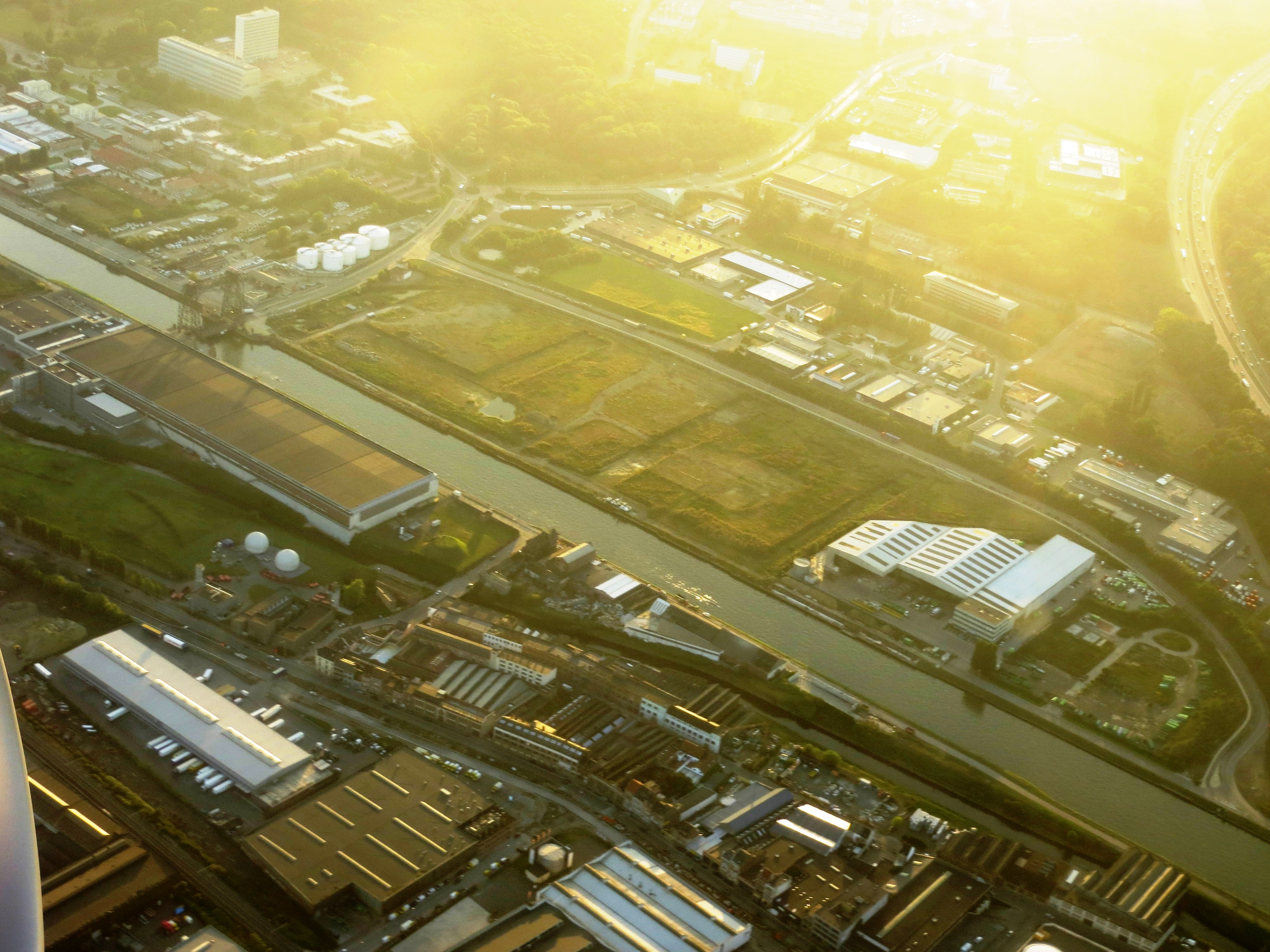
De omgeving van de Budabrug in 2012

Van Praetbrug · Budabrug · Viaduct van Vilvoorde · Salangaanbrug · Europabrug · Willemsbrug · Verbrande Brug · Humbeekbrug · Jan Bogaertsbrug · Brielenbrug · Ringbrug · Vredesbrug · IJzerenbrug · Victor Dumonbrug · Boulevardbrug · Nijverheidsbrug